# Nu (tidskrift)
Nu var en litterär månadsskrift, utgiven i Stockholm 1874–1877, redigerad av Johan Grönstedt och sista året av Edvard Bäckström. Medarbetare var bland andra Carl David af Wirsén, Viktor Rydberg och August Strindberg.

## Fulltext
Tidskriften har digitaliserats genom projektet Digitalisering av det svenska trycket och årgångarna är fritt tillgängliga online:
- Alvin: Nu : månadsskrift / utgifven af Johan Grönstedt. (Klicka under "Relaterade poster i Alvin".)